# Canton d'Écueillé
Le canton d'Écueillé est une ancienne division administrative française, située dans le département de l'Indre, en région Centre-Val de Loire.
À la suite du redécoupage cantonal de 2014, le canton a été supprimé en mars 2015, les communes dépendent désormais du canton de Valençay.

## Géographie
Ce canton était organisé autour de la commune d'Écueillé, dans l'arrondissement de Châteauroux. Il se situait dans le nord-ouest du département.
Son altitude variait de 101 m (Villegouin) à 201 m (Heugnes et Villegouin).

## Histoire
Le canton fut créé le 15 février 1790, sous le nom de « Montrézord  », puis en 1798, il est renommé « Jeu Maloche ». En 1801,, une modification est intervenue, il sera désormais appelé « Écueillé ».
Il a été supprimé en mars 2015, à la suite du redécoupage cantonal de 2014.

## Administration

### Conseillers généraux de 1833 à 2015
| Période        | Période        | Identité                            | Étiquette              | Qualité                                                                                      |
| -------------- | -------------- | ----------------------------------- | ---------------------- | -------------------------------------------------------------------------------------------- |
| 1833           | 1839           | Alexandre Godeau d'Entraigues       | Majorité ministérielle | Député de l'Indre (1834-1837) Propriétaire à Langé                                           |
| 1839           | 1848           | Jean-Edmond Briaune                 | ?                      | Juge de paix à Jeu-Maloches Avocat Agronome Économiste                                       |
| 1848           | 1860           | Edmond de Menou de Méez (1787-1860) | ?                      | Maire de Pellevoisin Propriétaire du château du Mée                                          |
| 1860           | 1886           | Isidore Bernard David (1805-1892)   | Républicain            | Député de l'Indre(1877-1885) Maire d'Ecueillé Médecin                                        |
| 1886           | 1898           | Alban David (fils du précédent)     | Républicain            | Député de l'Indre (1889-1905) Maire d'Ecueillé (1890-1896 et 1900-1905) Propriétaire terrien |
| 1898           | 1904           | Camille Goubeau                     | Républicain            | Médecin à Écueillé                                                                           |
| 1904           | 1905,          | Alban David                         | Républicain            | Député de l'Indre (1889-1905) Maire d'Écueillé (1890-1896 et 1900-1905)                      |
| 1905           | 1940           | Georges Mirveaux (1873-1961)        | Radical                | Médecin et propriétaire à Pellevoisin, conseiller d'arrondissement, maire d'Heugnes          |
|                |                |                                     |                        |                                                                                              |
| 1945           | septembre 1973 | Léon Bodin (1899-1974)              | RGR puis DVG           | Maire d'Écueillé (1931-1944 et 1945-1974), ancien conseiller d'arrondissement Vétérinaire    |
| septembre 1973 | mars 1985      | Amédée Renault                      | PS                     | Député de l'Indre (1981-1986) Maire de Pellevoisin (1953-1988) Vétérinaire                   |
| mars 1985      | mars 1992      | Henri Louet                         | RPR                    | Officier général de l'armée de l'air (2e section) Député de l'Indre (1986-1988)              |
| mars 1992      | mars 2011      | Joël Bonjour                        | UMP                    | Conseiller municipal d'Écueillé Chef d'entreprise                                            |
| mars 2011      | mars 2015      | Christian Simon                     | UMP                    | Maire de Préaux (2008-2014) Expert judiciaire                                                |

### Résultats électoraux
- Élections cantonales de 2004 : Joël Bonjour (UMP) est élu au 1er tour avec 58,75 % des suffrages exprimés, devant Regis Nivet (PCF) (25,13 %) et Maurice Beurier (FN) (16,12 %). Le taux de participation est de 71,46 % (2 251 votants sur 3 150 inscrits)[6].
- Élections cantonales de 2011 : Christian Simon (UMP) est élu au 2e tour avec 60,42 % des suffrages exprimés, devant Raymond Thomas (Divers droite) (39,58 %). Le taux de participation est de 61,93 % (1 814 votants sur 2 929 inscrits)[7].

### Conseillers d'arrondissement (de 1833 à 1940)
| Période                                  | Période | Identité                              | Étiquette | Qualité |
| ---------------------------------------- | ------- | ------------------------------------- | --------- | --- |
| 1833                                     | 1848    | Daniel Bernardeau-Lambron (1800-1876) |           | Négociant, maire d'Ecueillé (1836-1846)                                                                     |
|                                          |         |                                       |           | |
| 1895                                     | 1905    | Georges Mirveaux                      |           | Médecin, propriétaire à Pellevoisin                                                                         |
|                                          |         |                                       |           | |
| 1925                                     | 1940    | Léon Bodin                            | Radical   | Maire d'Écueillé (1931-1944), vétérinaire                                                                   |
| 1940                                     |         |                                       |           | Les conseils d'arrondissement ont été suspendus par la loi du 12 octobre 1940 et n'ont jamais été réactivés |
| Les données manquantes sont à compléter. |         |                                       |           | |

## Composition
Le canton d'Écueillé, d'une superficie de 207,82 km2, était composé de neuf communes.
- Écueillé
- Frédille
- Gehée
- Heugnes
- Jeu-Maloches
- Pellevoisin
- Préaux
- Selles-sur-Nahon
- Villegouin

## Démographie

### Évolution démographique
| 1962  | 1968  | 1975  | 1982  | 1990  | 1999  | 2006  | 2012  | 2015  |
| ----- | ----- | ----- | ----- | ----- | ----- | ----- | ----- | ----- |
| 5 251 | 5 041 | 4 761 | 4 535 | 4 139 | 3 898 | 3 761 | 3 616 | 3 603 |

### Âge de la population
La pyramide des âges, à savoir la répartition par sexe et âge de la population, du canton d'Écueillé en 2009 ainsi que, comparativement, celle du département de l'Indre la même année sont représentées avec les graphiques ci-dessous.
La population du canton comporte 47,6 % d'hommes et 52,4 % de femmes. Elle présente en 2009 une structure par grands groupes d'âge plus âgée que celle de la France métropolitaine.
Il existe en effet 45 jeunes de moins de 20 ans pour cent personnes de plus de 60 ans, soit un indice de jeunesse de 0,45, alors que pour la France cet indice est de 1,06. L'indice de jeunesse du canton est également inférieur à celui  du département (0,67) et à celui de la région (0,95).
| Hommes | Classe d’âge | Femmes |
| ------ | ------------ | ------ |
| 0,7    | 90 ans ou +  | 2,6    |
| 13,6   | 75 à 89 ans  | 19,7   |
| 21,4   | 60 à 74 ans  | 19,8   |
| 23,7   | 45 à 59 ans  | 20,6   |
| 15,8   | 30 à 44 ans  | 15,3   |
| 10,0   | 15 à 29 ans  | 10,5   |
| 14,8   | 0 à 14 ans   | 11,5   |

| Hommes | Classe d’âge | Femmes |
| ------ | ------------ | ------ |
| 0,5    | 90 ans ou +  | 1,6    |
| 9,6    | 75 à 89 ans  | 13,8   |
| 17,0   | 60 à 74 ans  | 17,5   |
| 22,1   | 45 à 59 ans  | 20,6   |
| 19,2   | 30 à 44 ans  | 17,8   |
| 15,0   | 15 à 29 ans  | 13,6   |
| 16,6   | 0 à 14 ans   | 15,1   |